# Cratere Pat
Pat  è un cratere sulla superficie di Venere.